# Церква Катизми
Це́рква Кати́зми (лат. Ecclesia Kathismatis; від грец. κάθισμα, «катизма»; араб. al-Qadismu), або Церква сидіння Богородиці — візантійська християнська церква в Ізраїлі, між Єрусалимом і Вифлеємом. Збудована у 451–458 рр. на місці, де за переказом із апокрифічного Протоєвангелія Якова, сиділа і відпочивала Діва Марія по дорозі до Вифлеєму. Мала в основі восьмикутну форму, подібну до старого Церкви Різдва Христового IV ст. Одна з найстаріших марійних церков у Візантійській імперії, що будувалися після Ефеського собору 431 р. Реставрувалася у 531–538 рр. Частково зруйнована під час перської навали 614 року, або після мусульманського завоювання Леванту. У VIII ст. південна аписида храму перебудована на мечеть; водночас решта будівлі продовжувала використовуватися як церква. До нашого часу не дійшла; збереглися лише фундаменти, виявлені при будівлі автостради № 60 в 1992 р. біля Свято-Іллінського монастиря, й вивчені в ході археологічних розкопок 1997 р. За взірцем цієї церкви було споруджено Купол Скелі в 691–692 рр. на Храмовій Горі в Єрусалимі. Археологічна пам'ятки Ізраїлю.